# 가와모토 리요
가와모토 리요(일본어: 川本 梨誉, 2001년 6월 11일~)는 일본의 축구 선수이다.

## 구단 경력
그는 2019년 J1리그의 시미즈 에스펄스에 입단했다. 2021년부터 2023년까지 J2리그의 파지아노 오카야마와 더스파구사쓰 군마에서 뛰었다. 2024년 J2리그의 시미즈 에스펄스로 복귀했다. 2024년 5월 더스파 군마로 임대 이적했다. 2025년 블라우블리츠 아키타로 이적했다.